# Robert Keith
Robert Keith (10 de febrero de 1898 – 22 de diciembre de 1966) fue un actor estadounidense.

## Biografía
Su verdadero nombre era Rolland Keith Richey, y nació en Fowler, Indiana. Sus padres eran Mary Della y James Haughey Richey. Keith trabajó en varias docenas de filmes como actor de carácter, fundamentalmente en la década de 1950. Quizás se le recuerda más por su trabajos en el musical de 1955 Guys and Dolls (Ellos y ellas) y en la película de 1953 The Wild One (¡Salvaje!).  También tuvo un papel relevante en el film de Douglas Sirk Written on the Wind (Escrito sobre el viento). 
Además intervino en la televisión, con papeles como el del padre de Richard Kimble en la serie El fugitivo, y primeros papeles en episodios de Alfred Hitchcock Presents y The Twilight Zone.

## Vida personal
Su primera esposa fue Laura Anne Corinne Richey, con la cual tuvo una hija. Su segundo matrimonio fue con la actriz teatral Helena Shipman, con la cual tuvo un hijo, el actor Brian Keith. El 18 de abril de 1927 Robert Keith se casó nuevamente, en esta ocasión con la actriz Peg Entwistle, que pasó tristemente a la fama por suicidarse arrojándose desde la letra H del Hollywood Sign en 1932. Su última esposa fue Dorothy Tierney. El matrimonio duró hasta el fallecimiento de Keith en 1966, en Los Ángeles, California. Fue enterrado en el Cementerio de Holy Cross, en Culver City, California. 